# 馬師曾
馬師曾（英語：Ma Si Tsang，1900年4月2日—1964年4月21日），字伯魯，號景參，後因與粵劇名伶新馬師曾相區別而有「舊馬」、「老馬」稱號:208。廣東顺德人，中国粵劇表演藝術家。馬師曾在1944年與紅線女結婚，其幼子馬鼎盛是著名的軍事與時事評論員。

## 生平

### 少年時代
马师曾是廣東順德縣龍潭（顺德区杏坛镇龙潭村）人。祖父馬肇梅于廣州經營茶莊，馬師曾幼年與父親馬公權、母親王文煜一同在廣州居住。1907年家庭經商失敗，隨祖父、父母親舉家前往武昌，投靠任兩湖書院經學館館長的曾叔祖馬貞榆，因而有機會攻讀四書五經及習練書法，由此打下了一定的國學基礎。
1911年武漢爆發辛亥革命，隨家人逃離武漢輾轉回到廣州。就讀小學和中學期間，對戲劇開始發生興趣，參加了學校組織的“文明戲”演出活動，有時還偷偷跑去觀看著名演員新華、朱次伯等人演出粵劇。中學未畢業奉父母之命到香港銅鐵店當學徒，因不堪忍受店東和其他夥計欺凌，跑回廣州進入陳圹南太平春教戲館學戲，與老藝人師傅佳建立師徒關係，自起藝名關始昌，從此開始粵劇學徒生活。

### 青年時代
1917年在廣州太平春教戲館學戲，不久便受聘於新加坡慶維新粵劇團，後轉投普長春粵劇團，並拜著名小武靚元亨為師，期間在南洋一帶學藝和演出，其间不滿班主失信，不讓他當丑生而當馬旦，憤而離班。後轉投當地堯天彩戲班任第三小生，改藝名爲風華子，演戲期間巧遇機緣得與著名演員新華同台演出《蘇武牧羊》，其表現甚爲新華贊賞。不久又到慶難新戲班演出《杜十娘怒沉百寶箱》等劇目，終因當地藝人排擠而失業，流浪戲班之間及賣膏藥、做礦工、當掌櫃謀生。
1919年獲平天彩班聘爲第三小生，發奮勤學苦練，又得男花旦小湘鳳（靚少鳳）支持幫助，小湘鳳邀他合演自己編寫的時裝新戲《癫、嘲、廢、戆》，演出引起轟動，馬師曾嶄露頭角，獲擢升爲第二小生。後來小湘鳳與他另組新班，他在演出《白蛇傳》時扮許仙，唱做功夫別致，大受歡迎，戲班中人都說：“風華子第二小生一炮便打響了！”恰在此時，他遇見從國內前去演出的著名演員靚元亨，兩人同台演出《海盜名流》等劇，馬拜靓元亨爲師，隨靓元亨參加普長春劇團演出，自此開始起用本名馬師曾。其間雖然出現編排新劇和表演傳統的一些挫折，馬師曾卻能從中吸取教訓，更加虛心和勤奮鑽研粵劇的編劇和表演藝術。
1923年回香港發展，于人壽年戲班任正印丑生，代替剛離開該班的正印丑生薛覺先，在千里駒、白駒榮等前輩的扶掖下，發揮其演戲诙諧、機變、通俗的特長，以及從師傅靓元亨處學到的小武行當演唱藝術，成功演出《玉樓春怨》、《一個女學生》以及他在南洋編演的幾個新戲，無論夜場、日場都大受觀衆歡迎。馬師曾反覆鑽研了傳統粵劇《江湖十八本》，並在丑角上多番研究，於《苦鳳鶯憐》中演風塵俠丐「余俠魂」，創出有獨特風格的“馬腔”（俗稱“乞兒腔”），大受歡迎，在廣州西關、南關四間戲劇輪流公演，歷時接近半年，創下當時的賣座紀錄。
1925年夏，他離開人壽年班與陳非儂等人另組大羅天劇團，在劇團特設編劇部，聘請陳天縱、馮顯洲、黃金台、麥嘯霞等人爲專業編劇，他自己也親自撰寫劇本或與人合作編劇。大羅天劇團編演了一批古今中外題材的新劇，如《佳偶兵戎》、《賊王子》、《呆佬拜壽》、《紅玫瑰》等，在劇本內容和表演藝術兩方面都大膽革新創造。劇團的演員陣容強大，馬師曾分別以生、丑、旦、淨的行當扮演這些新劇中的人物角色，因而劇團演出非常旺台，在粵劇舞台可與人壽班並駕齊驅，馬師曾的聲名也日益顯赫。

### 中年時代
1931年春，馬師曾的藝術生涯出現一個重大的轉折，這便是應聘到美國三藩市演出一年（因戲院院主欺詐被迫逗留兩年）。行前他精心編印了《千里壯遊集》帶往美國，向美國觀衆宣揚優美的粵劇藝術，書中也透露了他逐步形成的“新劇”觀。他一方面強調戲劇藝術對弘揚中華民族優秀文化具有重要意義，認爲“人亦孰不愛國，凡愛國者必思自葆其國有之道德文化”，因而提出借戲劇“以宣傳我國特有之道德文化”；另一方面他也強調戲劇應該跟隨時代發展而變革創新，認爲“近年以來，中外的交通，多麽利便，生活的變遷，多麽劇烈，我們的伶人，依然死守著什麽場口步武的成法，什麽靶子演唱的老例，純粹用圖案做脊椎，絕不能站起來自稱藝術，在此電影戲和舞台戲競爭激烈當中，哪有不一敗塗地的道理呢！”因此他提出要變革粵劇，“一方固須效他方之長，一方仍須保存粵劇之精華，從而發揚之，斯始有效也。”
1933年從美國回到香港組織太平劇團，當時報紙標榜馬師曾是“新派粵劇泰斗導演兼主演藝術巨子”，顧名思義可知他是要大展拳腳對粵劇進行多方面的改革，與當時由薛覺先領導的覺先聲劇團在藝術表演上分庭抗禮，形成「薛馬爭雄」的時期，好戲連場，各有戲迷，二人可謂一時瑜亮。1933年10月25日，香港政府准許男女同台演出後，覺先聲劇團翌日率先由薛覺先和唐雪卿同台演出《白金龍》，成為解禁後首個男女同台演出的粵劇團。約半月後的11月15日，馬師曾與三名女花旦：譚蘭卿、上海妹和麥顰卿合組成太平男女劇團在太平戲院演出。
1944年與紅線女結婚，1955年3月3日雙方在香港簽字離婚。

### 晚年時代
1955年12月14日，馬師曾、紅線女回到廣州定居並參加廣東的粵劇工作，受到黨政部門、粵劇同行和熱愛他們的廣大觀衆的熱烈歡迎。
1956年馬師曾被任命爲廣東粵劇團團長，與紅線女合演回廣州後的第一個新編劇目《昭君出塞》，不久兩人又合演根據同名瓊劇傳統戲改編的《搜書院》，並到北京匯報演出，全國人大常委會委員長劉少奇、國務院總理周恩來先後同首都觀眾一起觀看了演出。
文化部、中國戲劇家協會於1956年5月17日召開的昆曲《十五貫》座談會上，周恩來總理在講話中表揚馬師曾對粵劇工作的貢獻說：“現在，行家馬師曾回來了，氣象就更不同了，更提高了。”並且給予粵劇“南國紅豆”的美稱。這一年，馬師曾被選爲中國人民政治協商會議全國委員會委員、廣東省政協委員會常委、廣東省人民代表大會代表、中國文學藝術界聯合會全國委員會委員、廣東省文聯副主席、中國戲劇家協會常務理事、中國劇協廣州分會副主席，還光榮當選廣東省文化先進工作者。
1958年11月廣東粵劇院成立，馬師曾被任命爲院長，演出根據田漢同名話劇改編的粵劇《關漢卿》，于年底到武漢爲中共八屆六中全會作專場演出。
1959年應朝鮮民主主義人民共和國首相金日成的邀請，以馬師曾爲團長的中國粵劇團帶了《關漢卿》等戲赴朝訪問演出。同年10月，馬師曾率領劇團參加首都爲慶祝建國十周年獻禮劇目的演出活動，演出了《關漢卿》和《搜書院》。
1960年上半年，馬師曾赴京擔任由梅蘭芳當主任的中國戲曲藝術研究班教師，教學期間與紅線女等在北京中山公園演出了《關漢卿》。
1961年，以馬師曾、紅線女擔任藝術總指導的中國粵劇團，赴北越訪問演出了《關漢卿》、《劉胡蘭》等劇。
1962年夏，他爲周恩來總理和賀龍、陳毅、聶榮臻副總理等演出《屈原》一劇的“天問”一場，這是他在舞台上的最後一次演出。
1963年馬師曾被確診罹患氣管癌，入中山醫學院附屬醫院治療。
1964年轉往北京同仁醫院治療，4月21日早上10點30分不治逝世；遺體在北京火化後同年4月27日早上在广东省工商业联合会大禮堂舉行公祭，廣東省委區夢覺、廣東省副省長郭棣活、黄洁、許崇清、澳門中華總商會會長何賢等約1500人出席，公祭後安葬於银河革命公墓。

## 粵劇作品
馬師曾一生參加演出劇目共計429個，有《苦鳳莺憐》、《佳偶兵戎》、《賊王子》、《昭君怨》、《洪承疇》、《搜書院》、《關漢卿》、《屈原》、《桂枝告狀》、《審死官》、《西施》、《丐緣》、《乖孫》、《秦桧》、《班超》、《夏姬》、《鬼妻》、《貂蟬》、《欲魔》、《蕩寇》、《魔宮》、《蠻愛》等。

## 電影作品
故事（3部）
- 藕斷絲蓮（1947年）
- 刁蠻公主戇駙馬（1949年）
- 豪門蕩婦（1950年）

編劇（1部）
- 摩登女招夫（1939年）

演員（63部）
- 二世祖（賢婦）（1935年）
- 野花香（1935年）... 姚其琛
- 婦人心（1936年）
- 鬥氣姑爺（1937年）
- 龍城飛蔣（1938年）
- 最後關頭（1938年）
- 風騷博士（1939年）
- 醫死閻羅王（1939年）
- 俠血英魂（1939年）
- 摩登女招夫（1939年）
- 賊王子（1939年）
- 冷皇夫（1940年）
- 洪承疇（1940年）... 洪承疇
- 虎嘯枇杷巷（1940年）
- 贏得青樓薄倖名（1940年）
- 寶劍明珠（1941年）
- 苦鳳鶯憐（1941年）
- 大鄉里（1941年）
- 齊候嫁妹（1944年）
- 最後勝利（1946年）
- 十年風流夢（1946年）
- 藕斷絲蓮（1947年）... 何樂天
- 苦鳳鶯憐（1947年）
- 伶星大集會（1947年）
- 我為卿狂（1947年）
- 刁蠻宮主（1948年）... 徐博士
- 審死官（1948年）... 宋世傑
- 四代同堂（1948年）... 蔡伯基
- 荊棘幽蘭（1948年）... 曹子卿
- 戲迷姑爺（1948年）... 余音韻
- 香港殺人王（1948年）... 殺人王野間大佐、江毅
- 寶劍明珠（1949年）
- 神經公爵（1949年）... 周振邦
- 馬師曾紅線女公子彌月慶典（1949年）
- 人海萬花筒（1950年）
- 宋江怒殺閻婆惜（1950年）
- 野花香（1950年）
- 落花時節落花樓（1950年）... 柳青華
- 豪門蕩婦（1950年）... 慕容英
- 帝苑春心化杜鵑（1951年）
- 孤寒財主闊少爺（1952年）
- 姊妹花（1952年）
- 璧合珠聯（1952年）
- 玉女凡心（1952年）
- 賊王子巧遇情僧（1952年）
- 十奏嚴嵩（1952年）
- 從心所欲（1952年）
- 紅白牡丹花（1952年）
- 流水行雲（1954年）
- 大雷雨（1954年）
- 雙鳳迎龍（1954年）
- 父母心（1955年）
- 愛（上集）（1955年）
- 春殘夢斷（1955年）... 陳克烈
- 兩地相思（1955年）
- 鄉下佬遊埠（1955年）
- 愛（下集）（1955年）
- 後窗（1955年）
- 彩蝶雙飛（1959年）... 關漢卿
- 關漢卿（1960年）
- 佳偶天成（1960年）
- 大鄉里出城（1961年）
- 心心相印（1962年）

## 資料來源
1. 1 2 3  . 大公報. 1964年4月23日: 第一版.（繁體中文）
2. ↑  . 華僑日報. 1955-01-06: 第二張第二頁  [2025-03-11].
3. ↑  舒巷城. . . 香港: 花千樹出版有限公司. 2008年: 300-301. ISBN 9789628971336.
4. ↑  郭漢揚. . 香港: 香港中和出版有限公司. 2021年. ISBN 9789888763337.
5. ↑  潘惠蓮. . 水橫舟. 2020-07  [2023-09-02]. （原始内容存档于2021-04-27）. （页面存档备份，存于）
6. ↑  潘惠蓮. . 水橫舟. 2020-07  [2023-09-15]. （原始内容存档于2021-04-27）.
7. ↑  潘步釗. . 中國文化研究院. 2023-08-18  [2025-08-09].

## 外部連結
- 獻主會小學專題研習：馬師曾的生平
- 乞兒腔
- 馬師曾在互联网电影资料库（IMDb）上的資料（英文） Shizeng Ma
- 馬師曾在互联网电影资料库（IMDb）上的資料（英文） Ma Si-Tsang
- 馬師曾在香港影庫上的簡介